# Parfait Bizoza
Parfait Bizoza (født 3. marts 1999) er en norsk professionel fodboldspiller, der spiller for den danske Superligaklub Lyngby Boldklub.

## Klub karriere
Bizoza blev født i en flygtningelejr og kom til Norge i en alder af 4.
Opvokset i Skodje begyndte han som barn at spille for IL Ravn. Han var juniorspiller for Aalesunds FK fra 2015 til 2017 og forlod for at forfølge en seniorkarriere i den lokale SK Herd. Han blev hentet af de nyoprykkede Raufoss IL i 2019,[3] og efter at have imponeret der blev han anset for god nok til Aalesund.[4] Han fik sin debut for Aalesund i juli 2020 mod Mjøndalen.
Den 19. februar 2021 underskrev han en 3,5-årig kontrakt med den russiske Premier League-klub FC Ufa. Han fik sin ligadebut for FC Ufa den 7. marts 2021 i udekampen mod FC Ural Yekaterinburg, hvor han blev udvist kun 14 minutter efter start.
Den 28. august 2021 annoncerede Ufa salget af Bizoza til Vendsyssel FF i Danmark. På transferdeadlinedagen den 31. januar 2023 sluttede Bizoza sig til den danske Superligaklub Lyngby Boldklub på en aftale indtil juni 2025.

## International karriere
I slutningen af 2019 blev Bizoza, mens han var norsk statsborger, også indkaldt til Burundis fodboldlandshold.